# Marco Pantani
Marco Pantani (n. 13 ianuarie 1970, Cesena, Emilia-Romagna, Italia – d. 14 februarie 2004, Rimini, Italia) a fost un ciclist italian, unul dintre cei mai buni cățărători din istoria de ciclismului rutier. El a câștigat în 1998 Turul Franței și Italiei.
La 14 februarie 2004 a fost găsit într-o cameră de hotel, decedat în urma ingerării unei supradoze de cocaină. Autoritățile au considerat decesul ca fiind un accident. La insistențele familiei, avocatul său a strâns noi dovezi pentru a redeschide dosarul în 2014 și a dovedi că a existat un complot împotriva sa. Uciderea sa prin obligarea sa să ingereze drogul ar fi fost cauzată de faptul că Marco Pantani intenționa să facă dezvăluiri complete cu privire la dopingul practicat în ciclism.

## Note

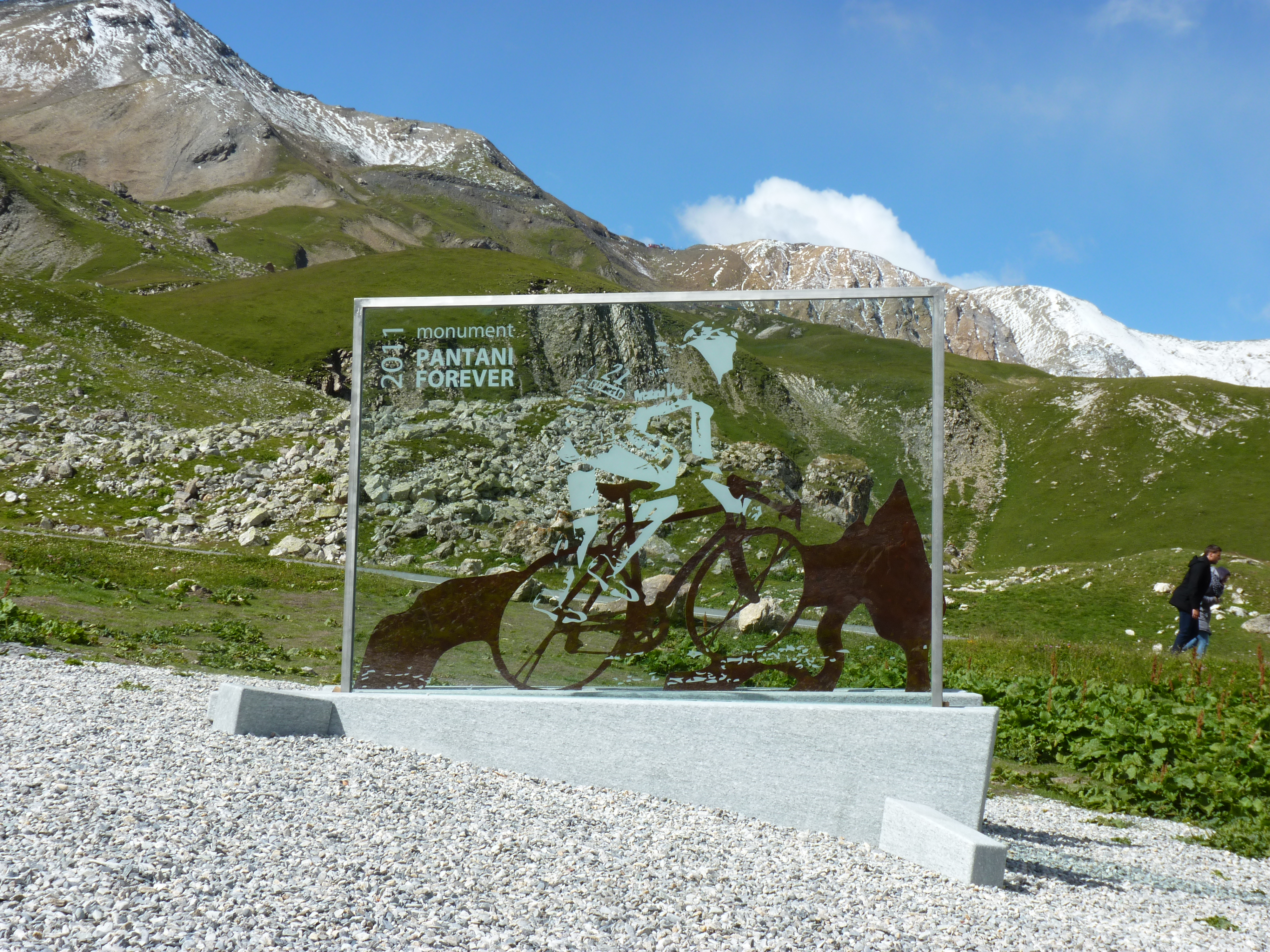
Stèle Marco Pantani à Valloire (Savoie) - Col du Galibier

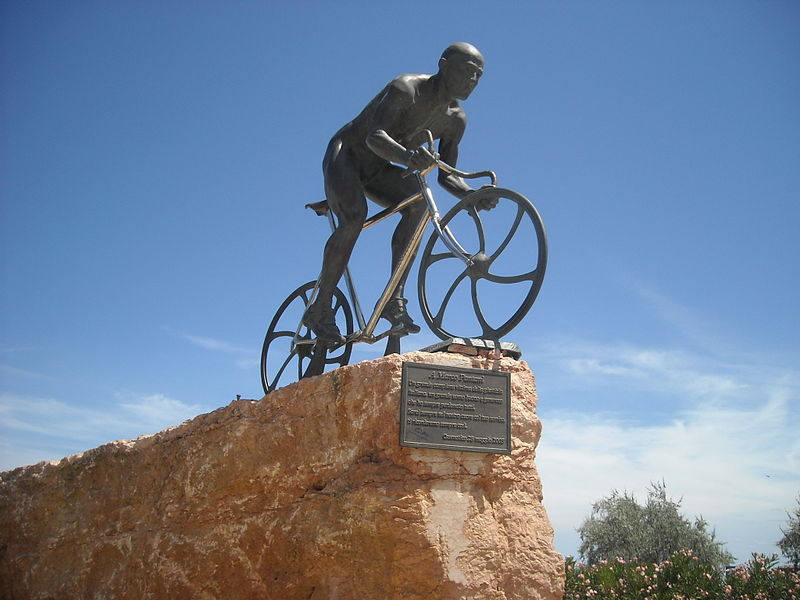
Statue dedicated to Marco Pantani at Cesenatico

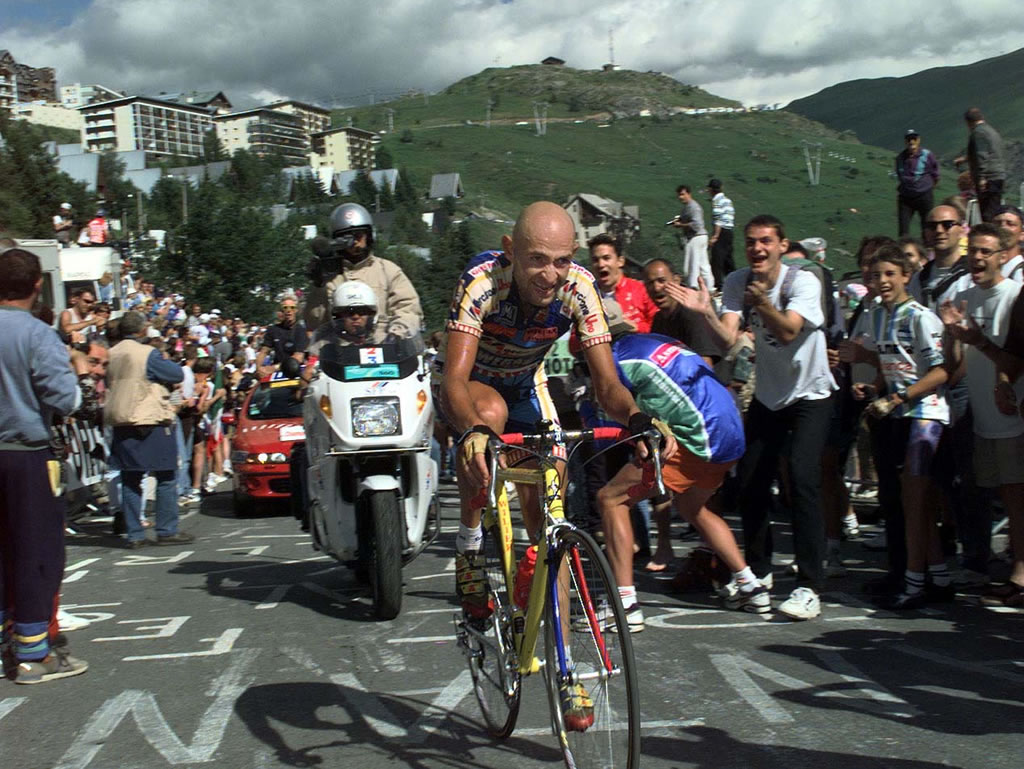
Marco Pantani, vainqueur à l'Alpe d'Huez sur le Tour de France 1997